# Скотт Бейлі (хокеїст)
Скотт Бейлі (англ. Scott Bailey, 2 травня 1972, Калгарі) — канадський хокеїст, що грав на позиції воротаря.

## Ігрова кар'єра
Професійну хокейну кар'єру розпочав 1992 року.
1992 року був обраний на драфті НХЛ під 112-м загальним номером командою «Бостон Брюїнс». 
Усю професійну клубну ігрову кар'єру, що тривала 13 років, провів, захищаючи кольори команди «Бостон Брюїнс» (більшість часу провів у фарм-клубі АХЛ «Провіденс Брюїнс»).

## Статистика НХЛ
| І  | В | П | Н | ПОТ | Хв  | ПГ | ІБГ | ПГГ  | %ВК  |
| 19 | 6 | 6 | 2 | 0   | 965 | 55 | 0   | 3.42 | .876 |
| -- | - | - | - | --- | --- | -- | --- | ---- | ---- |